# Jumpin' In
 Jumpin’ In est un album du Dave Holland Quintet.

## Description
Jumpin’ In est le premier album du Dave Holland Quintet, une formation alors sans instrument harmonique, pas de piano, ni vibraphone qui sera plus tard une composante importante du groupe.
L’album est  souvent décrit comme un album majeur de Dave Holland,.

## Titres
Sauf indication tous les morceaux sont composés par Dave Holland
1. Jumpin’ In (7:41)
2. First Snow (6:28)
3. The Dragon And The Samurai (Coleman) (8:25)
4. New-One (7:37)
5. Sunrise (5:26)
6. Shadow Dance (5:22)
7. You I Love (7:56)

## Musiciens
- Dave Holland – Basse
- Steve Coleman – Saxophone Alto et flûte
- Julian Priester – Trombone
- Kenny Wheeler – Trompette
- Steve Ellington – Batterie